# Margaret Farley
Margaret A. Farley, née le 15 avril 1935, est une religieuse catholique américaine (Sœurs de la Miséricorde), professeure émérite et chercheuse spécialiste d'éthique chrétienne. Elle a enseigné l'éthique chrétienne au sein de la faculté de théologie de l'université Yale de 1971 à 2007. Elle a été présidente de la Société théologique catholique d'Amérique (en) en 1999-2000. Elle doit une grande partie de sa notoriété à son ouvrage Just Love (2006, non traduit en français) qui lui a valu des critiques de la part de Congrégation pour la doctrine de la foi, en raison de son ouverture à une évolution de la théologie morale catholique, notamment en matière conjugale et sexuelle. 

## Biographie
Margaret Farley fait des études de philosophie à l'université catholique de Detroit, puis à l'université Yale où elle commence à enseigner à la faculté de théologie en 1971, deux ans avant de soutenir sa thèse de doctorat. 
En 1984, elle fait partie des 97 théologiens et personnalités du monde religieux qui signent la tribune « A Catholic Statement on Pluralism and Abortion » (« Une déclaration catholique au sujet du pluralisme et de l'avortement »), publiée dans le New York Times, qui appelle au pluralisme et à la discussion au sein de l'Église catholique au sujet de l'avortement. 
En 1992, elle reçoit le prix John Courtney Murray de la Catholic Theological Society of America (CTSA), qu'elle préside par la suite ; elle a également été présidente de la Society of Christian Ethics. 
En 2006 paraît Just Love: A Framework for Christian Sexual Ethics ; l'ouvrage est bien reçu par la critique universitaire et adopté dans plusieurs universités pour l'enseignement de l'éthique chrétienne en matière sexuelle. En mars 2010, la Congrégation pour la doctrine de la foi écrit à Margaret Farley pour lui signaler ce qu'elle estime être des problèmes d'ordre doctrinal. Margaret Farley répond en octobre 2010, mais sa réponse est jugée insatisfaisante par la Congrégation, qui lui écrit à nouveau en juin 2011 pour lui demander de corriger certaines thèses de son ouvrage. Soutenue par sa supérieure, Margaret Farley refuse. 
En juin 2012, la Congrégation publie une notification, signalant ce qu'elle estime être des divergences avec la doctrine catholique en matière morale, en particulier concernant « la masturbation, les actes homosexuels, les unions homosexuelles, l'indissolubilité du mariage, et la question du divorce et du remariage ». L'ouvrage est d'autre part jugé inadapté pour être utilisé dans des universités catholiques. Les critiques de la Congrégation pour la doctrine de la foi contribuent à la notoriété de l'ouvrage, au point qu'il figure à un moment dans le top 20 des livres les plus vendus sur Amazon,. 
Margaret Farley prend sa retraite en 2007. L'année suivante, elle reçoit le prix Grawemeyer de l'université de Louisville ; la même année, des mélanges en son honneur sont publiés.

## Œuvres
- A Study in the Ethics of Commitment within the Context of Theories of Human Love and Temporality, 1978
- Personal Commitments: Beginning, Keeping, Changing, Harper & Row, 1986
- Compassionate Respect: A Feminist Approach to Medical Ethics and Other Questions, 2002
- Just Love: A Framework for Christian Sexual Ethics, Continuum, 2006

Articles
- "Power and Powerlessness: A Case in Point", Proceedings of the Catholic Theological Society of America, vol. 37, 1982
- "Feminist Theology and Bioethics," dans Barbara Hilkert Andolsen, Christine E. Gudorf, and Mary D. Pellauer (éd.), Women's Consciousness, Women's Conscience: A Reader in Feminist Ethics (Winston Press, 1985), 285-305
- "Moral Discourse in the Public Arena," dans William W. May (éd.), Vatican Authority and American Catholic Dissent (Crossroad Publishing, 1987), 168-186
- "Response to James Hanigan and Charles Curran" dans Saul M. Olyan et Martha C. Nussbaum, Sexual Orientation & Human Rights in American Religious Discourse, Oxford University Press, 1998, 101-9
- Avant-propos, The Patient as Person, Second edition: Exploration in Medical Ethics, 2e édition, Yale University Press, 2002

Ouvrages collectifs
- Margaret A. Farley and Serene Jones (éd.), Liberating Eschatology; Essays in Honor of Letty M. Russell, 1999
- Charles E. Curran, Richard A. McCormick, and Margaret A. Farley (éd.), Feminist Ethics and the Catholic Moral Tradition, Paulist Press, 1996